# Uomo mascherato
L'Uomo Mascherato (in inglese The Phantom, "il fantasma"), conosciuto anche come "l'Ombra che cammina", è un personaggio dei fumetti statunitensi d'avventura creato nel 1936 dallo sceneggiatore Lee Falk e disegnato da Ray Moore; è uno dei più famosi personaggi del fumetto mondiale.
Capostipite degli eroi mascherati in calzamaglia e senza superpoteri, raggiunge dall'inizio un vasto successo grazie al fascino del personaggio e alla ricchezza della trama avventurosa sostenuta da un vasto immaginario fantastico con aspetti mitologici, risvolti psicologici, tematiche noir, modernismo ed ecologia. Il personaggio è fra i primi a indossare il tipico costume che diventerà prerogativa dei supereroi, di cui rappresenta un prototipo. A differenza della maggior parte degli eroi in costume, però, non conduce una doppia vita. Phantom fu una delle principali ispirazioni per l'immaginario dei supereroi, e oggi è una delle poche serie d’avventura create negli anni trenta ancora pubblicate.
Il personaggio divenne famoso in tutto il mondo venendo tradotto in oltre sessanta nazioni: il grande successo raggiunto ha reso il personaggio oggetto di merchandising oltre che protagonista di una serie di romanzi scritti dallo stesso Falk, di un serial televisivo di quindici episodi realizzato nel 1943, di uno spettacolo teatrale nel 1979, della serie a cartoni animati “Phantom 2040” prodotta nel 1996 e del film The Phantom del 1996; inoltre in vari Paesi come l'Australia e l'Italia sono state realizzate da altri autori serie a fumetti non ufficiali incentrate sul personaggio.

## Genesi del personaggio
La versione definitiva del personaggio indossa una maschera e un costume viola aderente ma Falk originariamente aveva pensato a un costume grigio e avrebbe voluto chiamarlo The Gray Ghost (Il Fantasma Grigio) prima di decidersi per The Phantom. Il costume comparve per la prima volta come viola nel debutto nel 1939 delle strisce domenicali a colori, evidentemente si trattò di un errore di stampa e lo stesso Falk si affrettò a disapprovarlo ma sebbene ciò non sia mai stato corretto, Falk continuò successivamente a definire grigio il costume nei testi delle strisce quotidiane in bianco e nero ma alla fine si rassegnò al costume viola. In una storia retroattiva sulla continuity, fu mostrato che il primo Uomo Mascherato scelse il costume basandosi sulle sembianze di un idolo della giungla, e colorò l'indumento con bacche viola della giungla. Gli editori che stamparono fumetti a colori dell'Uomo Mascherato prima del 1939 scelsero il colore del costume basandosi sulle proprie preferenze, e anche più tardi diversi editori in tutto il mondo selezionarono diversi colori per il costume. Ad esempio blu in Scandinavia, rosso in Italia e marrone in Nuova Zelanda.

## Ambientazione
La base di Phantom è nella foresta profonda dell'isola Eden appartenente allo Stato di Bangalla o Bengalia o Bangolia, una nazione di fantasia (il cui presidente è Luaga, un suo amico): inizialmente lo Stato era collocato in Asia, approssimativamente vicino all'India o nell'indonesia, in seguito, dopo gli anni sessanta, venne indicativamente spostato in Africa. In una nazione confinante con Bangalla si trova una città chiamata Bengasi (ma non quella reale): l'Uomo Mascherato risiede sempre sull'isola Eden che è sede del comando segreto della Jungle Patrol (Pattuglia della Giungla). La sua residenza è nella Caverna del Teschio, una vasta grotta fornita di saloni, stanze, e cunicoli, la cui entrata assomiglia appunto ad un teschio: la Caverna è situata nel cuore della giungla ed è raggiungibile solo attraversando tortuosi passaggi, transitando sotto ad una cascata ed attraversando una remota zona controllata dai pigmei Bantar guidati da Guran, praticamente sue particolari guardie personali, pacifici omini arboricoli minuti e di statura nana ma fedelissimi e letali. Solitamente nessuno conosce o visita la sua caverna segreta, ma talvolta sedendosi su di un impressionante trono di pietra riceve a colloquio alcuni personaggi che lo raggiungono nella foresta.

## Biografia del personaggio
Il vero nome del personaggio è Kit Walker figlio di Maud Thorne McPatrick e Kit Walker.
Il personaggio veste con una calzamaglia fino al capo, calzoncino aderente a strisce trasversali azzurre e nere, stivaletti e una maschera nera: è dotato di un cinturone alle quali sono appese due pistole. Vive nella giungla, nell'immaginaria isola di Eden, nella nazione di Bengalia, nella quale è nato e abita nella “caverna del Teschio”, una grotta posta al centro della foresta che contiene vari spazi e cunicoli e per raggiungerla si devono attraversare stradine tortuose e passare sotto una cascata: nella grotta vi è anche un trono di pietra sul quale si fa trovare seduto quando riceve le rare visite da qualcuno. La sua caratteristica principale è un forte senso di giustizia e la volontà di ergersi a difensore dei deboli.
Le leggende sul suo conto narrano che sia immortale e che abbia oltre quattrocento anni ma in realtà è l'ultimo discendente (il 21°) di una stirpe che di padre in figlio si tramanda segretamente il compito fin dal 1536 quando il superstite di un massacro, compiuto dai pirati Singh nel golfo del Bengala, giurò di impegnare la propria vita e quella dei suoi discendenti nella lotta contro la pirateria. Vive abitualmente nella giungla indonesiana in compagnia di un cavallo di nome Eroe e di un lupo chiamato Diavolo, circondato dai fedeli Bandar, popolo di pigmei, guidati dall'amico Guran: i pigmei lo chiamano Ombra-che-cammina e sono i soli a conoscere il segreto della sua immortalità. Spesso raggiunge negli Stati Uniti d'America la sua fidanzata Diana Palmer, studentessa ed esploratrice, mentre altre volte è da lei raggiunto nella giungla. I due si erano incontrati nella prima avventura del personaggio e hanno instaurato un rapporto tormentato che li porterà al matrimonio alla presenza di Mandrake e Lothar e ad avere due gemelli, Kit e Heloise. In epoche precedenti alla nascita dei figli, Phantom ha anche allevato un orfano di nome Rex, che è poi diventato principe di Baronkhan.
Ha studiato a Oxford, per poco non è diventato campione mondiale di boxe e nella sua lunga carriera di giustiziere mascherato combatte contro pirati, organizzazioni spionistiche internazionali, dirottatori di aerei e, durante la seconda guerra mondiale, contro i giapponesi. Il suo impegno nella lotta contro il male lo porta in giro per il mondo.
Il primo Phantom approda nel 1536 circa, come unico sopravvissuto a un abbordaggio dei pirati Singh, sulle coste del Bengala. Si tratta del giovane Sir Christopher Standish (nella prima versione della storia, in seguito verrà chiamato Walker), che prende abitazione nella jungla, conosce i pigmei Bandar e costituisce la sua dimora in una grotta a forma di teschio, che diviene poi la dimora di tutta la sua progenie di Uomini Mascherati. Tutti i Phantom si dotano di armi da fuoco e di una uniforme che rappresenta un demone indigeno che mascheri il volto per combattere anonimamente il crimine, e li conservano in un grande spogliatoio assieme all'equipaggiamento di tutti i Phantom precedenti. Nelle viscere della caverna del teschio dopo ogni avventura devono redigere un rapporto da lasciare ai posteri. Addestrano un successore che li sostituisca quando abbiano raggiunti i 50 anni circa o si venga feriti o uccisi, e così l'erede di volta in volta prende servizio verso i 25 anni ricalcando i passi del precedente Phantom, seppellendolo nella caverna del teschio che così ospita tutti i sarcofagi della dinastia. E così la leggenda di Phantom continua nei secoli. Si può postulare che si sono succeduti 20 Walker nei panni di Phantom lungo l'arco di 500 anni.
La cerchia familiare dell'Uomo Mascherato ha sempre giocato un ruolo determinante nella serie. La relazione con Diana Palmer è stato fin dall'inizio un significativo e ricorrente intreccio della trama; molte storie successive si svilupparono intorno ad avventure che scaturivano da un coinvolgimento della donna prima e poi della giovane prole dell'Uomo Mascherato (prima Rex, poi Kit e Heloise).
Nella giungla Phantom viene chiamato Ombra che cammina o L'uomo che non può morire perché sembra essere in circolazione da generazioni mentre in realtà, ciò è dovuto a una dinastia di uomini mascherati che interpretano a turno lo stesso personaggio. Quando per successione di vecchiaia o di uccisione in azione subentra un nuovo "Phantom" (solitamente un figlio o un affine), questi è tenuto a pronunciare la formula coniata dal primo Uomo Mascherato, ovvero il "giuramento del teschio": «Dedico la mia vita alla distruzione di tutte le forme di pirateria, avidità e crudeltà. I miei figli e i loro figli seguiranno le mie orme.».
Frequentemente le strisce presentano avventure ambientate nel passato, incentrate su Uomini Mascherati antenati dell'attuale e caratterizzati da un numero romano indicante la genealogia della successione, che li colloca lungo la linea temporale delle epoche storiche più o meno tra il 1500 e il futuro prossimo, ad esempio in alcune pubblicazioni europee quando sono comparsi i figli dell'Uomo Mascherato come futuri giustizieri.
Ci sono occasioni in cui lascia la sua giungla e viaggia come un uomo comune vestendo con un cappello fedora, occhiali da sole e un impermeabile; si presenta come Mister Walker.
Il braccio armato paramilitare dell'Uomo Mascherato è la Pattuglia della Giungla (Jungle Patrol). La pattuglia fu fondata da Phantom VI nel XVII secolo con l'aiuto di alcuni ex pirati (Barbarossa ed i suoi luogotenenti) dei quali si era assicurato l'obbedienza avendoli battuti in duello uno dopo l'altro, l'Uomo Mascherato ne è comandante: accadde però che per un tradimento all'interno della Pattuglia Phantom XIV venne ucciso, e per questo fu escogitato in seguito di rendere il comando anonimo ed ignoto. Gli ordini da allora pervengono alla Pattuglia misteriosamente in una cassaforte della sua sede che è segretamente raggiungibile da Phantom, per ritirare o lasciare dispacci informativi ed ordini, attraverso un passaggio segreto accessibile tramite un pozzo poco distante dalla città.

## Caratteristiche e abilità
L'Uomo Mascherato è dotato di caratteristiche psicofisiche al limite del sovrumano: oltre ad eccellere in tutte le caratteristiche fisiche come velocità, forza e precisione, eccelle anche in quelle psichiche come intelligenza, logica e intuizione, e in tutte quelle morali come giustizia, lealtà e stoico coraggio; in più può vantare una concentrazione e un autocontrollo estremo, ad esempio riuscendo a sopportare colpi, dolori, lesioni e ferite per altri mortali, senza battere ciglio. In questo senso non appartiene alla categoria dei supereroi dotati di speciali poteri sovrannaturali ma manifesta il suo eroismo attraverso il carisma frutto delle sue capacità di affrontare le difficoltà e di sconfiggere nemici ed avversari.

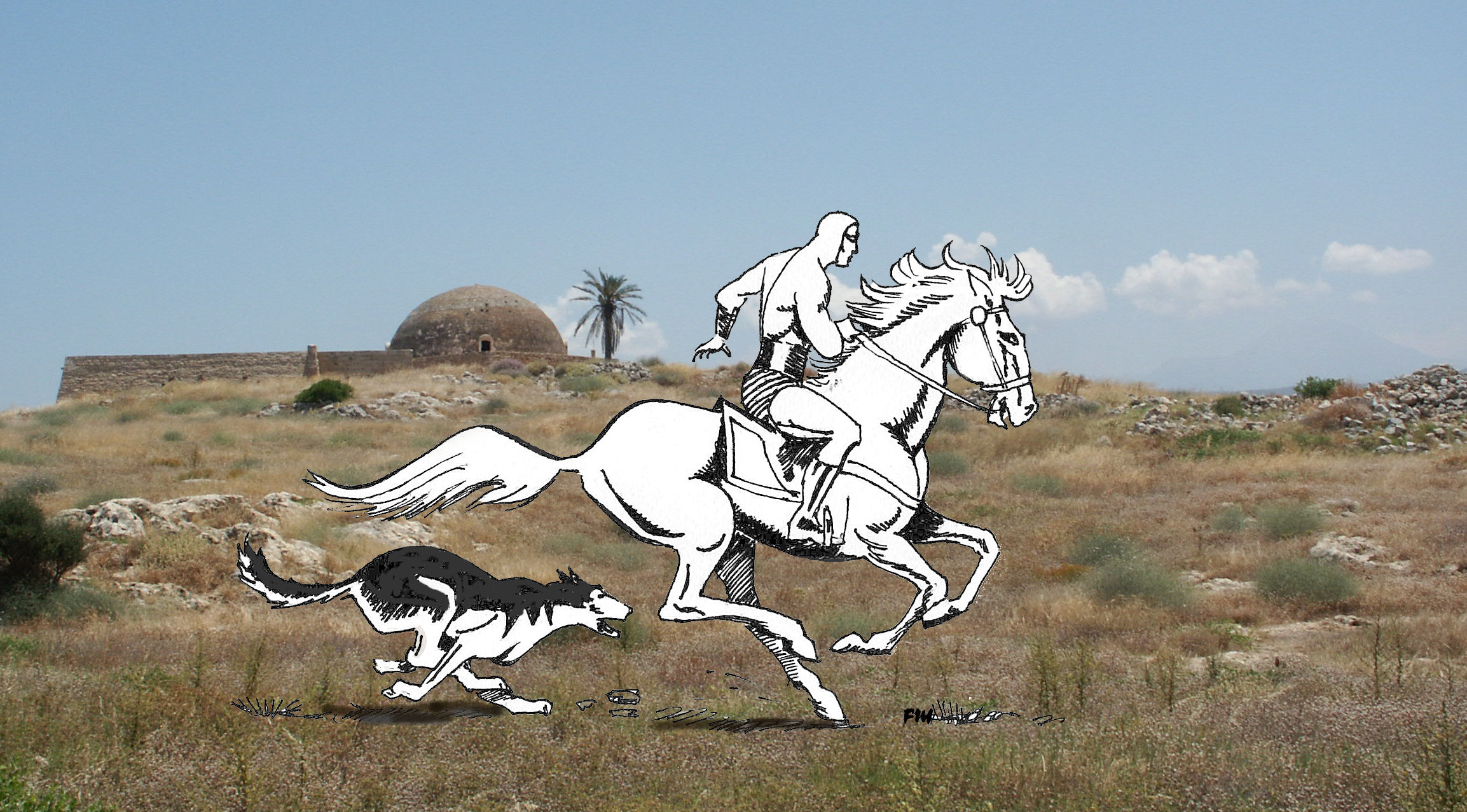
L'Ombra che cammina con Diavolo ed Eroe

L'Uomo Mascherato è equipaggiato con due colt calibro 45 che usa contemporaneamente senza sbagliare un colpo: ha due anelli con due marchi, il segno del bene ed il segno del male, che appone indelebilmente come monito agli avversari. Il primo, che porta al dito medio della mano sinistra, è un disegno che ricorda una croce crismon che imprime con una gentile pressione sul braccio o sulla mano dei personaggi positivi, ai visitatori della sua regione, una sorta di lasciapassare con cui attesta che la persona è sotto la sua protezione; l'altro è la figura stilizzata di un teschio, che porta sul dito medio della mano destra, con cui imprime una cicatrice sul volto dei nemici che colpisce. Può farsi aiutare dagli animali evocandoli: un lupo (battuta ricorrente di Phantom in tutti i posti in cui non sono ammessi cani: "non è un cane, è un lupo") di nome Diavolo (Devil), un cavallo, Eroe (Hero), un falco addestrato chiamato Fraka, e Kisa, una pantera nera che appare solo ne I difensori della Terra. Phantom è dotato di un particolare carisma sugli animali che gli permette di addomesticare e controllare praticamente ogni specie, anche selvaggia, derivatogli dal fatto di essere nato e vissuto al contatto con la natura della foresta in una casa sugli alberi fino ai 12 anni. Nelle sue storie è infatti stato aiutato da svariati animali come ad esempio di elefanti, leoni, delfini, scimmie, lupi, cavalli, falchi, pantere nere e ha fronteggiato con successo fiere pericolose come tigri, squali, serpenti, coccodrilli e altri. Phantom possiede una piccola isola, Eden, dove ha insegnato alle più disparate ed incompatibili specie animali a convivere in pace tra loro e con gli esseri umani.

## Storia editoriale

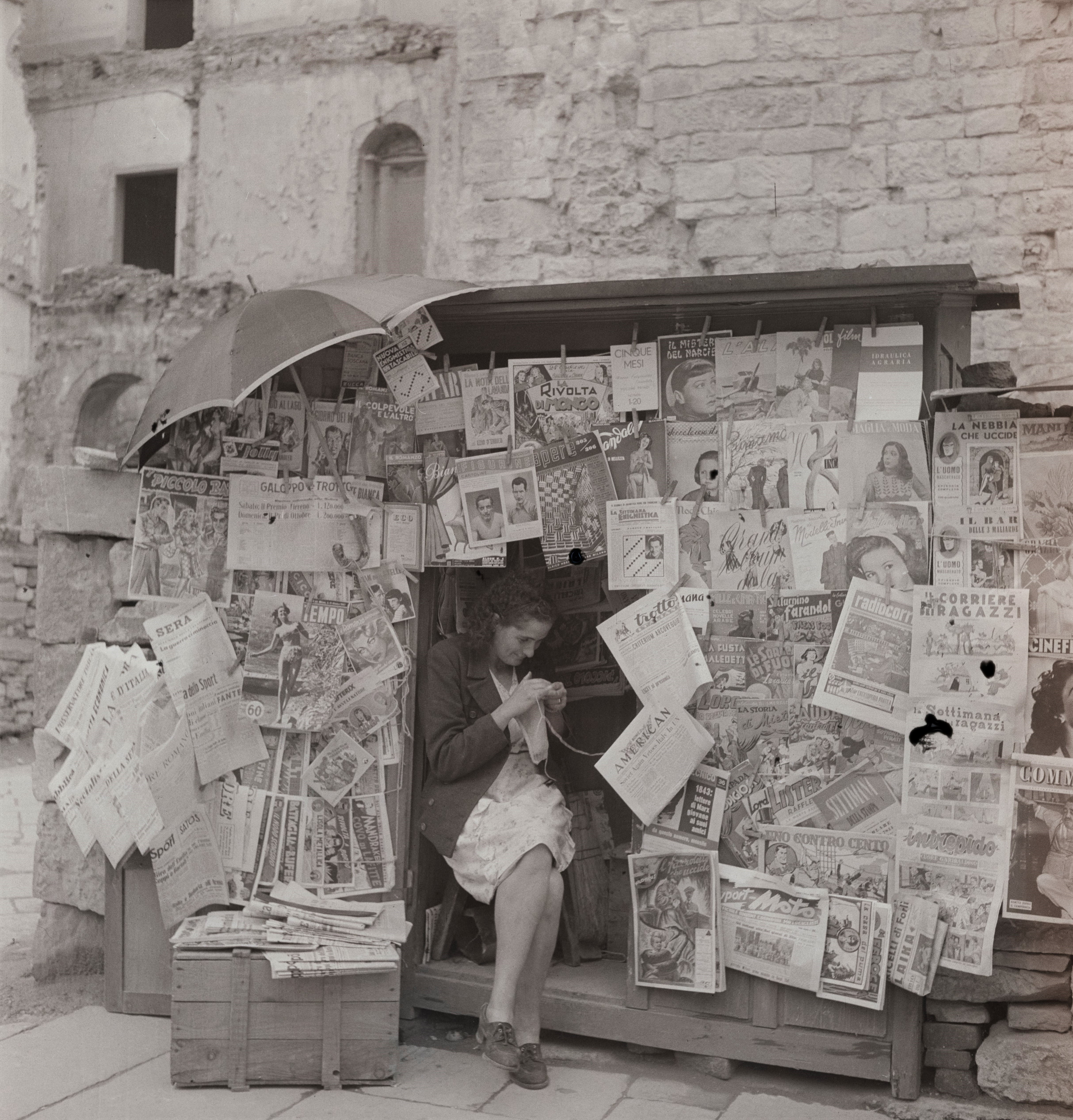
Edicola di Roma nel 1947: si riconoscono a destra in alto due numeri dellUomo mascherato. (Karl W. Gullers / Nordiska Museet)

Il personaggio esordì su una serie in strisce in bianco e nero sul quotidiano New York American Journal il 17 febbraio, 1936, seguita da una striscia a colori sull'edizione domenicale nel maggio del 1939. Fu scritto da Lee Falk e inizialmente anche le matite e gli schizzi erano suoi. Il primo disegnatore dell'Uomo Mascherato fu Ray Moore. All'epoca, Lee Falk era già il creatore della striscia di successo per quotidiani Mandrake il Mago. Ray Moore era in precedenza assistente del disegnatore di Mandrake Phil Davis. Una versione domenicale a striscia dell'Uomo Mascherato venne aggiunta il 28 maggio 1939. Inizialmente disegnata da Ray Moore, dopo un periodo di collaborazione per le strisce dal settembre 1942 al luglio 1946 e per quelle domenicali dal gennaio 1943 al settembre 1948 venne sostituito da William Mc Coy dal 15 luglio 1946 per le strisce e dal 19 settembre 1948 per le tavole domenicali: alla morte di Mc Coy nel luglio 1961 il personaggio verrà disegnato temporaneamente da Carmine Infantino e Bill Lignante, presto sostituiti da Seymour Barry che disegnerà le strisce giornaliere dal 21 agosto 1961 e le tavole domenicali dal 20 maggio 1962 fino al settembre 1994 quando verrà sostituito alle giornaliere dai suoi collaboratori George Olesen e Keith Williams, e alle domenicali da Fred Fredericks.
La loro pubblicazione continuò anche dopo la morte dell'autore originale per mano dello scrittore Tony DePaul e disegnate da Paul Ryan (striscia giornaliera) e Graham Nolan (striscia domenicale). Altri autori della striscia sono stati Ray Moore, Wilson McCoy, Bill Lignante, Sy Barry, George Olesen, Keith Williams e Fred Fredericks.
Durante la guerra, Falk divenne membro dell'Office of War Information (Ufficio per le informazioni di guerra). Si vocifera che durante questo periodo la striscia dell'Uomo Mascherato fu almeno parzialmente scritta da Alfred Bester, ma ciò è ancora piuttosto discusso da quanti affermano che Bester scrisse invece Mandrake. Anche Ray Moore partecipò attivamente alla guerra e durante quel periodo lasciò la striscia al suo assistente Wilson McCoy. Moore ritornò dopo la guerra e lavorò saltuariamente alla striscia fino al 1949, quando la lasciò completamente nelle mani di McCoy.
Durante la gestione di McCoy la striscia fu al suo culmine, apparendo in migliaia di giornali in tutto il mondo.
George Olesen, per molto tempo l'assistente di Barry, rimase sulla striscia come autore delle matite. Il nuovo inchiostratore per la striscia giornaliera fu Keith Williams. La striscia domenicale per qualche tempo fu inchiostrata da Eric Doescher prima che Fred Fredericks, il disegnatore di Mandrake il Mago, divenisse l'inchiostratore regolare nel 1995.
Dopo la morte di Falk, esaurite le sue trame, i testi passarono a Tony De Paul e a Claes Reimerthi. Lee Falk continuò a sceneggiare l'Uomo Mascherato (e Mandrake) fino alla sua morte, il 13 marzo 1999. Dopo, la King Features Syndicate cominciò a collaborare con l'editore europeo di fumetti Egmont, editore della rivista svedese Fantomen che contiene storie originali a fumetti dal 1963. Gli scrittori di Fantomen Tony De Paul e Claes Reimerthi si alternarono come sceneggiatori della striscia giornaliera dopo la scomparsa di Falk. Oggi De Paul è lo scrittore regolare. Alcune delle storie sono state adattate dalle storie delle riviste a fumetti originariamente pubblicate in Fantomen.
Nel 2000, Olesen e Fredericks si ritirarono dalla striscia dell'Uomo Mascherato dopo aver lavorato sulle storie a fumetti di Fantomen per un paio di anni. La prima striscia quotidiana di Ryan apparve all'inizio del 2005.

### Ristampe
Negli USA, la maggior parte delle storie giornaliere di Ray Moore sono state ristampate dalla Pacific Comics Club o in Comics Revue.

### Albi a fumetti
Negli USA, l'Uomo Mascherato è stato pubblicato nel corso degli anni da una varietà di editori. A partire dal 1938 il personaggio è protagonista anche di comic book pubblicati dalla David McKay Publications fino al 1952 e dalla Harvey Comics nel decennio successivo riproponendo le strisce quotidiane. Nel 1962 la Gold Key pubblica il primo comic book con storie inedite realizzate da Bill Lignante al quale seguirono altre testate edite da King Comics (1966/67), Charlton Comics (1969) e DC Comics (1988) che affida il lavoro a Peter David, Joe Orlando, Dennis Janke, Mark Verheiden e Luke Mc Donnell. L'iniziale mini-serie fu scritta da Peter David e disegnata da Joe Orlando e Dennis Janke. La serie regolare che seguì durò 13 numeri e fu scritta da Mark Verheiden e da Luke McDonnell. Nel 1987 è la volta del primo comic book Marvel Comics per i testi di Stan Lee e i disegni di Alex Saviuk e Fred Fredericks al quale seguono altre collane, tra cui una versione ambientata nel futuro intitolata “Phantom 2040” (1995).
Nel 1987, la Marvel Comics fece una serie basata sulla serie televisiva Defenders of the Earth (Difensori della Terra). Vennero pubblicati solo 4 numeri. Un'altra mini-serie distribuita dalla Marvel nel 1994-1995 esplorava una versione più futuristica, tecnologica dell'Uomo Mascherato in 3 numeri (apparentemente il 22º Uomo Mascherato). Più tardi nel 1995 la Marvel distribuì anche una mini-serie in 4 parti basata sulla serie TV Phantom 2040 le cui matite erano realizzate da Steve Ditko. Un numero presentava persino un poster disegnato da Ditko e da John Romita, Sr. Nel 2002, la Moonstone Books negli Stati Uniti cominciò a pubblicare graphic novel sul personaggio e nel dicembre 2003 seguì una serie di albi a fumetti.

### Edizioni estere

#### Scandinavia
La Egmont pubblico le strisce in Scandinavia: albi quindicinali in Norvegia (come Fantomet), Svezia (come Fantomen), e Finlandia (come Mustanaamio "Maschera nera"). La prima storia creata originalmente per l'edizione svedese fu pubblicata nel 1963 e da allora ne sono state prodotte circa 800 con lunghezza media di una storia di 30 pagine. Tra i disegnarori e gli scrittori più prolifici che hanno creato storie per Fantomen vi sono: Donne Avenell, Heiner Bade, David Bishop, Georges Bess, Joan Boix, Tony DePaul, Ulf Granberg, Rolf Gohs, Scott Goodall, Eirik Ildahl, Kari Leppänen, Hans Lindahl, Janne Lundström, Bob McLeod, Jean-Yves Mitton, Claes Reimerthi, Paul Ryan, Alex Saviuk e Norman Worker. I disegnatori e gli scrittori che lavorano su queste strisce sono stati soprannominati Team Fantomen.

#### Australia
Un altro Paese in cui l'Uomo Mascherato è popolare è l'Australia, dove la Frew Publications ha pubblicato un albo quindicinale, The Phantom, dal 1948. L'albo contiene per la maggior parte ristampe delle strisce giornaliere e da Fantomen svedese anche se occasionalmente ha incluso anche storie originali.
L'intera serie della striscia dell'Uomo Mascherato per i giornali, fino alla morte del creatore Lee Falk, è stata ristampata in Australia dalla Frew.

#### India
Il personaggio ha avuto una lunga storia editoriale anche in India dove apparve per la prima volta negli anni quaranta sulla rivista "The Illustrated Weekly of India" che pubblicò storie domenicali dell'Uomo Mascherato. La Indrajal Comics rilevò la pubblicazione dei fumetti dell'Uomo Mascherato in inglese e altre lingue indiane nel 1964 fino al 1990 quando la Diamond Comics avviò la pubblicazione dei fumetti dell'Uomo Mascherato in forma condensata fino al 2000, quando la Diamond Comics smise di pubblicare i fumetti dell'Uomo Mascherato: la Egmont Imagination India rilevò la pubblicazione lo stesso anno pubblicando fumetti mensili (solo in inglese) fino al 2002. Poi pubblicò solo ristampe delle prime storie con nuove copertine e formati. L'unico editore regolare dell'Uomo Mascherato rimasto in India è Rani Comics che avviò la pubblicazione nel 1990. Tuttavia, questi fumetti sono disponibili solo nella lingua tamil. Si può notare che la Indrajal Comics, la Diamond Comics e la Rani Comics pubblicarono tutte ristampe delle strisce giornaliere o domenicali di Lee Falk. Solo la Egmont Imagination India stampò l'opera scandinava.

#### Italia
Anche gli editori italiani Fratelli Spada in Italia hanno prodotto un gran numero di storie originali dell'Uomo Mascherato per la loro serie di albi a fumetti L'Uomo Mascherato negli anni sessanta e settanta. Tra i disegnatori che lavorarono per i Fratelli Spada vi furono Raul Buzzelli, Mario Carìa, Umberto Sammarini (Usam), Germano Ferri, Senio Pratesi, Angelo Todaro, Eugenio Antonio Benni e Felmang. Ferri, Usam, Felmang, Eugenio Antonio Benni e Caria hanno in seguito tutti lavorato per la rivista svedese Fantomen.

#### Brasile
L'editore brasiliano RGE ha prodotto storie originali per le proprie testate.

#### Germania
L'editore tedesco Bastei ha prodotto storie originali per le proprie testate.

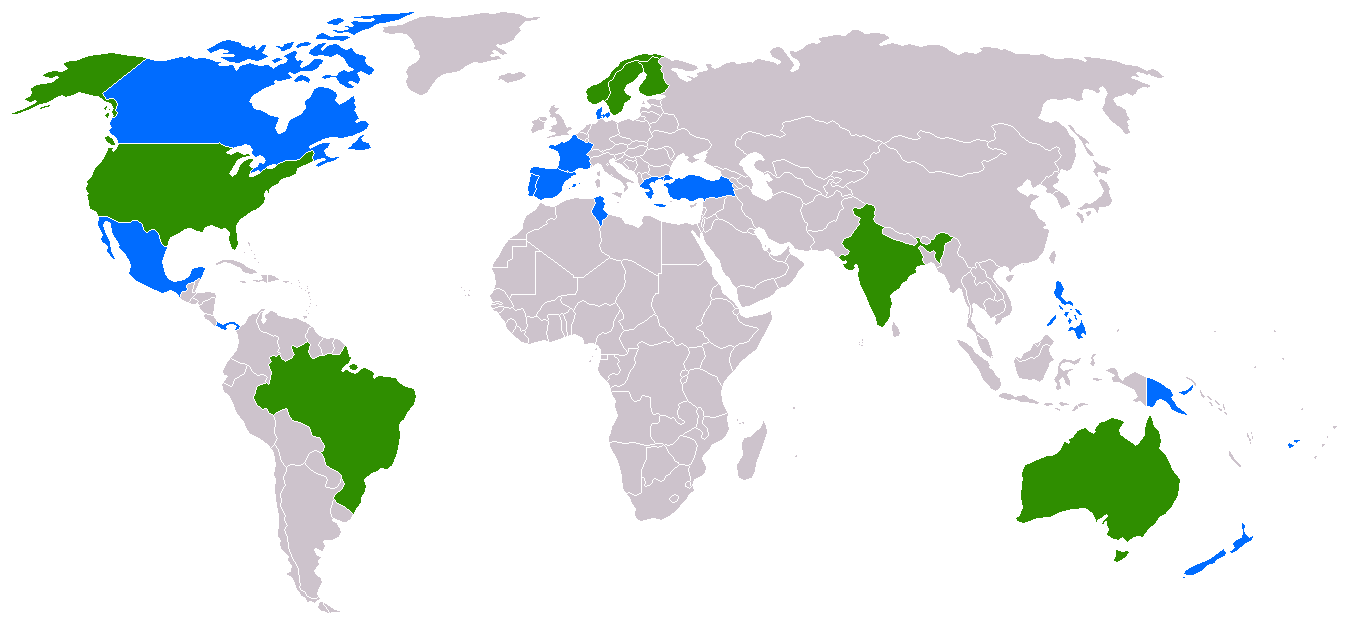
Nazioni dove è stato pubblicato l'Uomo Mascherato come striscia su quotidiano. In verde le nazioni dove le pubblicazioni su quotidiano sono (state) regolari, in blu le nazioni dove è pubblicato sui quotidiani. La mappa è basata su [http://www.deepwoods.org/newspapers.html questa lista.

## Altri media

### Narrativa
L'editore statunitense Avon Publications ha pubblicato 15 libri basati sulle storie di Lee Falk, tra il 1972 e il 1975.
1. Lee Falk, The Phantom, The Ghost Who Walks (1972)
2. Basil Copper, The Slave Market of Mucar (1972)
3. Basil Copper, The Scorpia Menace (1972)
4. Frank S. Shawn (pseudonimo di Ron Goulart), The Veiled Lady (1973)
5. Frank S. Shawn, The Golden Circle (1973)
6. Lee Falk, The Mysterious Ambassador (1973)
7. Frank S. Shawn, The Mystery of the Sea Horse (1973)
8. Frank S. Shawn, The Hydra Monster (1973)
9. Lee Falk, Killer's Town (1973)
10. Frank S. Shawn, The Goggle-Eyed Pirates (1974)
11. Frank S. Shawn, The Swamp Rats (1974)
12. Lee Falk, The Vampires & the Witch (1974)
13. Warren Shanahan, The Island of Dogs (1975)
14. Carson Bingham, The Assassins (1975)
15. Lee Falk, The Curse of the Two-Headed Bull (1975)

### Cinema
Un serial cinematografico (The Phantom) in 15 parti con protagonista Tom Tyler fu realizzato nel 1943. Un seguito venne girato nel 1955 con protagonista John Hart, ma dopo problemi con i diritti del personaggio fu parzialmente rigirato e ribattezzato Captain Africa.
Dall'Uomo Mascherato fu tratto anche il film The Phantom (1996), distribuito in Italia direttamente per l'home video. Il film era ambientato negli anni trenta, e incorporava elementi da parecchie delle prime avventure delle strisce a fumetti dell'Uomo Mascherato. Aveva come protagonisti Billy Zane, Catherine Zeta-Jones e Kristy Swanson, con la regia di Simon Wincer. Era scritto da Jeffrey Boam, autore anche della sceneggiatura di Indiana Jones e l'ultima crociata.
Nel 2002, fu annunciato che la Hyde Park Entertainment e la Crusader Entertainment avevano acquistato i diritti cinematografici dell'Uomo Mascherato, con l'intenzione di fare un nuovo film in un'ambientazione contemporanea. Da allora si è sentito parlare poco del progetto.
Tre film dell'Uomo Mascherato non autorizzati vennero prodotti in Turchia. Due, girati nel 1968, erano entrambi intitolati Kızil Maske (il nome turco dell'Uomo Mascherato, che significa Maschera rossa). L'Uomo Mascherato era interpretato da Ismet Erten e Irfan Atasoy. Nel 1971 fu realizzato un film chiamato Kızil Maske'nin intikami.

### Televisione
Nel 1961 fu realizzato un episodio TV pilota con protagonisti Roger Creed nella parte dell'Uomo Mascherato, con Lon Chaney Jr. e Richard Kiel in ruoli di comprimari.
Un serial TV indiano chiamato Betaal Pachisi (che significa Uomo Mascherato XXV), che aveva per protagonisti Shahbaz Khan, Tom Alter e Sonu Walia, ed era diretto da Sunil Agnihotri, fu ispirato dall'Uomo Mascherato. Fu mandato in onda per la prima volta nel maggio 1997 sulla rete televisiva indiana Doordarshan. Ogni episodio durava mezz'ora ed era in lingua hindi. Vi furono in tutto 49 episodi. Tuttavia, questa serie, che originariamente venne ispirata dall'Uomo Mascherato, finì per allontanarsene completamente.
Nel gennaio 2010 fu trasmessa da SKY Italia una mini-serie di due episodi. Ecco la presentazione di Sky.it: "Azione, fantascienza e colpi di scena per questa spettacolare e inedita miniserie basata su The Phantom - L'Uomo mascherato, il primo supereroe mascherato della storia dei fumetti, protagonista di straordinarie avventure e interpretato da Ryan Carnes di Desperate Housewives. Fantasc. (90 min) Di P. Barzman. Con R. Carnes, C. Goodman ed Isabella Rossellini (USA 2009)"

### Animazione

#### Serie animate
Al personaggio sono state dedicate tre serie di cartoni animati:
- L'Uomo Mascherato La Banda aerea: serie di cartoni della durata di pochi minuti ciascuna rimontate poi in un unico episodio di 32 minuti circa. Tratto dalle strisce a fumetti anni trenta, è stato proposto nel programma della Rai Supergulp (1979).
- In I difensori della Terra (Defenders of the Earth): serie televisiva a cartoni animati prodotta nel 1986 da Marvel e King Features Entertainment e composta da 65 episodi. È una serie avventurosa fantascientifica ispirata oltre che a Phantom anche ad altri personaggi delle strisce a fumetti distribuite dalla King Features Syndicate: Flash Gordon e Mandrake. Qui l'Uomo Mascherato era in grado di usare mezzi soprannaturali per acquisire forza e velocità pronunciando l'incantesimo: "Io, figlio della giungla, chiedo che mi venga data la forza di dieci tigri". È solo in questa serie a cartoni animati che l'Uomo Mascherato ha tale abilità. In questa serie appare anche Kisa, la pantera nera dell'Uomo Mascherato
- Phantom 2040 il fantasma che cammina: avventure di un discendente, il ventiquattresimo della stirpe degli Uomini Mascherati.

#### Lungometraggi
L'Uomo Mascherato fece anche un'apparizione a fianco di altri personaggi della King Features nel film di animazione del 1972 "Popeye Meets the Man Who Hated Laughter" (Braccio di Ferro incontra l'uomo che odiava ridere).

### Teatro
In Svezia nel 1985 venne realizzato un musical sul personaggio scritto da Peter Falck e Urban Wrethagen e aveva come protagonista Urban Wrethagen nella parte dell'Uomo Mascherato. Una registrazione delle canzoni fu distribuita su long playing e un adattamento a fumetti della storia fu pubblicato nella rivista svedese Fantomen.
In Italia si realizzò negli anni sessanta uno spettacolo sperimentale di Giuliano Scabia dal titolo "Zip-Lap-Vap, Mam-Crep-Scap-Plip-Trip-Scrap e la grande Mam alle prese con la società contemporanea" e una commedia di Carla Torrero rappresentata nel 1979 dal titolo "Ma è poi esistito l'Uomo Mascherato?".